# Fraccionament
El fraccionament és un procés de separació d'una mescla en diverses fraccions químiques successives de propietats diferents. Les tècniques de fraccionament es fonamenten sobre les diferències en les propietats de les espècies constitutives de la mescla original. El fraccionament fa possible aïllar més de dos components d'una mescla en una sola operació. Aquestes propietats fan que el fraccionament se situï a part d'altres tècniques de separació.
Aquestes propietats poden ser: 
- la solubilitat que es pot modificar jugant amb la temperatura i el tipus de solvent que s'utilitzi: cristal·lització fraccionada, solidificació fraccionada, dissolució fraccionada ;
- la temperatura d'ebullició: destil·lació fraccionada ;
- la dimensió molecular: cromotagrofia d'exclusió estèrica (SEC) ;
- la diferència de càrrega elèctrica: electroforesi.

Les espècies à fraccionar poden ser:
- isòtops: fraccionament isotòpic ;
- molècules: fracionament dels olis per a diferents aplicacions;
- polímers: fraccionament de polímers :
  - purificació de proteïnes ;
  - fraccionament de proteïnes plasmàtiques ;
- Cel·lules.